# Campeonato Mundial de Para-Atletismo de 2017 - Salto triplo masculino
As competições de salto triplo masculino no Campeonato Mundial de Para-Atletismo de 2017 foram divididas em duas categorias conforme o tipo e grau de deficiência dos atletas.

## Sumário de medalhistas
| Cat. | Medalha de ouro  | Medalha de prata    | Medalha de bronze     |
| ---- | ---------------- | ------------------- | --------------------- |
| T20  | Dmytro Prudnikov | Lenine Cunha        | Alain Omar Villamarín |
| T47  | Tobi Fawehinmi   | Christos Koutoulias | Hajimu Ashida         |

## Categoria T20
A disputa ocorreu em uma final única entre sete atletas, em 18 de julho. Cada atleta teve até seis saltos e a maior distância obtida seria a pontuação final. Os resultados estão em metros.
| Pos.              | Atleta                             | País      | #1    | #2    | #3    | #4    | #5    | #6    | Resultado | Notas           |
| ----------------- | ---------------------------------- | --------- | ----- | ----- | ----- | ----- | ----- | ----- | --------- | --------------- |
| Medalha de ouro   | Dmytro Prudnikov                   | Ucrânia   | 13,58 | 14,33 | 14,50 | 14,47 | -     | -     | 14,50     | Recorde mundial |
| Medalha de prata  | Lenine Cunha                       | Portugal  | 0     | 13,03 | -     | -     | -     | -     | 13,03     |                 |
| Medalha de bronze | Alain Omar Villamarín              | Argentina | 12,25 | 12,27 | 12,29 | 12,53 | 12,57 | 0     | 12,57     |                 |
| 4                 | Ioannis Kalaitzis                  | Grécia    | 11,65 | 12,11 | 0     | 11,84 | 11,81 | 12,37 | 12,37     |                 |
| 5                 | Fernando Enrique Batista Restituto | Espanha   | 0     | 11,88 | 12,13 | 12,22 | 0     | 11,68 | 12,22     |                 |
| 6                 | Ufuk Babacan                       | Turquia   | 0     | 11,90 | 11,28 | 11,10 | 11,49 | 11,96 | 11,96     |                 |
| 7                 | Francisco Pérez Carrera            | Espanha   | 0     | 11,85 | 0     | 11,90 | 0     | 0     | 11,90     |                 |

## Categoria T47
A disputa ocorreu em uma final única entre nove atletas, em 17 de julho. Cada atleta teve até seis saltos e a maior distância obtida seria a pontuação final. Ao final do terceiro salto, o atleta com o pior resultado foi eliminado. Os resultados estão em metros.
| Pos.              | Atleta                         | País                  | #1    | #2    | #3    | #4    | #5    | #6    | Resultado | Notas |
| ----------------- | ------------------------------ | --------------------- | ----- | ----- | ----- | ----- | ----- | ----- | --------- | ----- |
| Medalha de ouro   | Tobi Fawehinmi                 | Estados Unidos        | 0     | 14,88 | -     | 14,64 | -     | -     | 14,88     |       |
| Medalha de prata  | Christos Koutoulias            | Grécia                | 13,84 | 13,60 | 13,78 | 13,51 | 13,64 | 13,70 | 13,84     |       |
| Medalha de bronze | Hajimu Ashida                  | Japão                 | 13,38 | 13,18 | 13,58 | 13,32 | 0     | 13,33 | 13,58     |       |
| 4                 | Daniel Pérez Martínez          | Espanha               | 12,95 | 13,23 | 13,42 | 13,29 | 13,52 | 13,12 | 13,52     |       |
| 5                 | Amit Kumar                     | Índia                 | 12,81 | 13,38 | 12,91 | 13,18 | 13,07 | 13,18 | 13,38     |       |
| 6                 | Michel Gustavo Abraham de Deus | Brasil                | 0     | 0     | 13,14 | 13,33 | 0     | 0     | 13,33     |       |
| 7                 | Antoan Bozhilov                | Bulgária              | 0     | 12,99 | 12,83 | 12,86 | 12,63 | 12,54 | 12,99     |       |
| 8                 | Ahmed Al Ksso                  | Atletas Independentes | 12,45 | 0     | 0     | 0     | 0     | 0     | 12,45     |       |
| 9                 | Matías Leonel Puebla           | Argentina             | 12,14 | 0     | 12,29 | -     | -     | -     | 12,29     |       |